# Azemiops
Azemiops es un género de serpientes de la familia Viperidae. Sus especies se distribuyen por el sur de China y la península Indochina.

## Especies
Se reconocen las 2 especies siguientes:
- Azemiops feae Boulenger, 1888
- Azemiops kharini Orlov, Ryabov & Nguyen, 2013